# Lista odcinków serialu Revolution
Poniżej znajduje się lista odcinków serialu telewizyjnego Revolution – który był emitowany  przez amerykańską stację telewizyjną  NBC od 17 września 2012 do 21 maja 2014. Łącznie powstało 2 sezony, 42 odcinki. W Polsce jest emitowany od 8 października 2012 w usłudze VOD nSeriale
| Sezon | Sezon | Odcinki | Oryginalna emisja | Oryginalna emisja | Oryginalna emisja   | Oryginalna emisja | Oryginalna emisja |
| Sezon | Sezon | Odcinki | Premiera sezonu   | Finał sezonu      | Premiera sezonu     | Finał sezonu      |                   |
| ----- | ----- | ------- | ----------------- | ----------------- | ------------------- | ----------------- | ----------------- |
|       | 1     | 20      | 17 września 2012  | 3 czerwca 2013    | 8 października 2012 | 24 czerwca 2013   |                   |
|       | 2     | 22      | 25 września 2013  | 21 maja 2014      | 8 października 2013 | brak danych       |                   |

## Sezon 1 (2012–2013)
| #  | Tytuł                                     | Reżyseria           | Scenariusz                          | Premiera             | Premiera w Polsce    |
| -- | ----------------------------------------- | ------------------- | ----------------------------------- | -------------------- | -------------------- |
| 1  | Pilot                                     | Jon Favreau         | Eric Kripke                         | 17 września 2012     | 8 października 2012  |
| 2  | Chained Heat                              | Charles Beeson      | Eric Kripke                         | 24 września 2012     | 15 października 2012 |
| 3  | No Quarter                                | Sanford Bookstaver  | Monica Owusu-Breen                  | 1 października 2012  | 22 października 2012 |
| 4  | The Plague Dogs                           | Felix Alcala        | Anne Cofell Saunders                | 8 października 2012  | 29 października 2012 |
| 5  | Soul Train                                | Jon Cassar          | Paul Grellong                       | 15 października 2012 | 5 listopada 2012     |
| 6  | Sex and Drugs                             | Steve Boyum         | David Rambo                         | 26 października 2012 | 19 listopada2012     |
| 7  | The Children's Crusade                    | Charles Beeson      | Matt Pitts                          | 5 listopada 2012     | 26 listopada 2012    |
| 8  | Ties That Bind                            | Guy Bee             | David Rambo, Melissa Glenn          | 12 listopada 2012    | 3 grudnia 2012       |
| 9  | Kashmir                                   | Charles Beeson      | Jim Barnes                          | 19 listopada 2012    | 10 grudnia 2012      |
| 10 | Nobody's Fault But Mine                   | Frederick E.O. Toye | Monica Owusu-Breen, Matt Pitts      | 26 listopada 2012    | 17 grudnia 2012      |
| 11 | The Stand                                 | Steve Boyum         | Anne Cofell Saunders, Paul Grellong | 25 marca 2013        | 8 kwietnia 2013      |
| 12 | Ghosts                                    | Miguel Sapochnik    | David Rambo, Melissa Glenn          | 1 kwietnia 2013      | 15 kwietnia 2013     |
| 13 | The Song Remains the Same                 | John F. Showalter   | Monica Owusu-Breen, Matt Pitts      | 8 kwietnia 2013      | 22 kwietnia 2013     |
| 14 | „The Night the Lights Went Out in Georgia | Nick Copus          | Paul Grellong                       | 22 kwietnia 2013     | 15 maja 2013         |
| 15 | Home                                      | Jon Cassar          | David Rambo                         | 29 kwietnia 2013     | 22 maja 2013         |
| 16 | The Love Boat                             | Charles Beeson      | Melissa Glenn                       | 6 maja 2013          | 29 maja 2013         |
| 17 | The Longest Day                           | Steve Boyum         | Anne Cofell Saunders                | 13 maja 2013         | 3 czerwca 2013       |
| 18 | Clue                                      | Helen Shaver        | Paul Grellong, Oanh Ly              | 20 maja 2013         | 10 czerwca 2013      |
| 19 | Children of Men                           | Frederick E.O. Toye | David Rambo, Jim Barnes             | 27 maja 2013         | 17 czerwca 2013      |
| 20 | The Dark Tower                            | Charles Beeson      | Eric Kripke, Paul Grellong          | 3 czerwca 2013       | 24 czerwca 2013      |

## Sezon 2 (2013–2014)
| #  | Tytuł                       | Reżyseria           | Scenariusz                          | Premiera             | Premiera w Polsce    |
| -- | --------------------------- | ------------------- | ----------------------------------- | -------------------- | -------------------- |
| 1  | BORN IN THE U.S.A.          | Steve Boyum         | Eric Kripke                         | 25 września 2013     | 8 października 2013  |
| 2  | There Will Be Blood         | Phil Sgriccia       | Paul Grellong                       | 2 października 2013  | 15 października 2013 |
| 3  | Love Story                  | Helen Shaver        | David Rambo                         | 9 października 2013  | 22 października 2013 |
| 4  | Patriot Games               | Charles Beeson      | Anne Cofell Saunders, Paul Grellong | 16 października 2013 | 29 października 2013 |
| 5  | One Riot, One Ranger        | Frederick E.O. Toye | David Rambo, Ben Edlund             | 23 października 2013 | 5 listopada 2013     |
| 6  | Dead Man Walking            | Steve Boyum         | Trey Callaway, Paul Grellong        | 30 października 2013 | 12 listopada 2013    |
| 7  | The Patriot Act             | Omar Madha          | Anne Coffell Saunders, Matt Pitts   | 6 listopada 2013     | 19 listopada 2013    |
| 8  | Come Blow Your Horn         | Charles Beeson      | Rockne S. O’Bannon                  | 13 listopada 2013    | 26 listopada 2013    |
| 9  | Everyone Says I Love You    | Steve Boyum         | Trey Callaway, Paul Grellong        | 20 listopada 2013    | 3 grudnia 2013       |
| 10 | The Three Amigos            | Charles Beeson      | David Rambo, Anne Cofell Saunders   | 8 stycznia 2014      | 21 stycznia 2014     |
| 11 | Mis Dos Padres              | Michael Offer       | Rockne S. O’Bannon, Ben Edlund      | 15 stycznia 2014     | 28 stycznia 2014     |
| 12 | Kaptain Trips               | Steve Boyum         | Paul Grellong, Jim Barnes           | 22 stycznia 2014     | 11 lutego 2014       |
| 13 | Happy Endings               | Ernest Dickerson    | David Rambo,Trey Callaway           | 29 stycznia 2014     | 18 lutego 2014       |
| 14 | Fear and Loathing           | Liz Friedlander     | Anne Cofell Saunders, Matt Pitts    | 26 lutego 2014       | 11 marca 2014        |
| 15 | Dreamcatcher                | Roxann Dawson       | Ben Edlund, Paul Grellong           | 5 marca 2014         | 18 marca 2014        |
| 16 | Exposition Boulevard        | Nick Copus          | David Rambo, Trey Callaway          | 12 marca 2014        | 1 kwietnia 2014      |
| 17 | Why We Fight                | Frederick E.O. Toye | Rockne S. O’Bannon                  | 19 marca 2014        | 22 kwietnia 2014     |
| 18 | Austin City Limits          | Helen Shaver        | Paul Grellong, Jim Barnes           | 2 kwietnia 2014      | 6 maja 2014          |
| 19 | $#!& Happens                | John F. Showalter   | Anne Cofell Saunders, David Reed    | 30 kwietnia 2014     | nieemitowany         |
| 20 | Tomorrowland                | David Boyd          | Trey Callaway, Ryan Parrott         | 7 maja 2014          | nieemitowany         |
| 21 | Memorial Day                | John F. Showalter   | David Rambo Ben Edlund              | 14 maja 2014         | nieemitowany         |
| 22 | Declaration of Independence | Charles Beeson      | Rockne S. O’Bannon & Paul Grellong  | 21 maja 2014         | nieemitowany         |